# Amédée-Bretagne-Malo de Durfort
Pour les articles homonymes, voir Durfort.
Amédée-Bretagne-Malo de Durfort, duc de Duras (Paris, 5 avril 1771 – Versailles, 1er août 1838), est un homme politique français du XIXe siècle.

## Biographie
Amédée-Bretagne-Malo de Durfort appartenait à une famille noble qui s'était distinguée dans la carrière des armes et avait fourni plusieurs généraux. Son père, Emmanuel-Céleste-Augustin de Durfort, duc de Duras, maréchal de camp, émigra sous la Révolution et mourut en Angleterre en 1800. Il eut pour parrain les États de Bretagne, de là lui viennent les prénoms de Bretagne-Malo.
Connu du vivant de son père sous le titre de marquis de Duras, Amédée-Bretagne-Malo reçut une éducation « distinguée » « brillante », et conforme au rang distingué, qu'il était appelé par sa naissance à tenir à la cour. Il voyagea pour la perfectionner,.
Très attaché à l'Ancien Régime et à la personne du roi, il fut envoyé par Louis XVI en Autriche pour y complimenter l'empereur Léopold II sur son avènement au trône du Saint-Empire (mars 1790).

### Révolution française
Nommé d'abord premier gentilhomme de la chambre du roi en survivance, il entra dans l'exercice des fonctions de sa charge au moment de la Révolution française.
Il se trouvait près de la personne du roi, le 18 avril 1791, lorsque ce prince, voulant faire un voyage à Saint-Cloud, vit tout à coup sa voiture assaillie par la populace de Paris, ameutée dans la cour et dans le jardin des Tuileries. « M. de Duras opposa aux violences de la multitude, le courage et le sang-froid que commandait une circonstance aussi déplorable ; et, sans les vives instances du roi, ce seigneur eût trouvé dans une mort funeste, dont il était menacé de toutes parts, la récompense de son dévouement et de son zèle ». La conduite que tint en cette circonstance le duc de Duras, irrita tellement la populace contre lui, qu'on eut beaucoup de peine à la calmer.

Le duc de Duras fut honoré par la reine Marie-Antoinette de recommandations particulières pour veiller sur les jours de personnes qui lui étaient chères. Cette préférence marquée pour le duc de Duras ne paraîtra pas surprenante ; car, lorsque Marie-Thérèse d'Autriche (1717-1780) maria sa fille à Louis XVI, au moment de se séparer d’elle, elle lui remit cette liste, avec prière d’y donner la plus grande attention : 

« Eux et leurs amis, voilà où vous devez placer votre confiance et vos affections. Quant à vos sympathies personnelles, ne vous y laissez aller qu’après un mûr examen.
Liste des gens de ma connaissance :

- Le duc et la duchesse de Choiseul.
- Le duc et la duchesse de Praslin.
- Hautefort.
- Les Duchâtelet.
- D’Estrées (le maréchal.)
- D’Aubeterre.
- Le comte de Broglie.
- Les frères de Montazel.
- M. D'Aumont.
- M. Blondel.
- M. Gérard.
- La Beauvais, religieuse, et sa compagne.

Les Durfort : c’est à cette famille que vous devez marquer en toute occasion votre reconnaissance et attention ; puis, elle ajoutait : Consultez-vous avec Mercy..... Je vous recommande en général tous les Lorrains dans ce que vous pouvez leur être utile »

— Mme d'Abrantès, Histoire des salons de Paris
Le duc de Duras émigra comme son père et habita successivement l'Espagne, l'Italie, l'Angleterre et l'Allemagne. Il épousa à Londres le 27 novembre 1797, Mlle Claire de Coëtnempren de Kersaint, fille d'Armand-Gui-Simon, comte de Kersaint, amiral de France, député aux États généraux de 1789 et à l'Assemblée nationale constituante, membre de la Convention nationale condamné à mort par le tribunal révolutionnaire de Paris le 4 décembre 1793. Après son mariage, Amédée-Bretagne-Malo de Durfort alla en Italie, et se rendit à Vérone, où il demeura quelque temps auprès de Louis XVIII. Le 10 juin 1799, il assistait à Mittau, capitale de la Courlande, en Russie, au mariage de Madame, fille de Louis XVI de France, qui épousa le duc d'Angoulême, fils du comte d'Artois. Par la mort de son père, il avait hérité du titre de duc de Duras.
Il alla prendre, à Vienne (Autriche), (ou Vérone,), en 1800, après la mort de son père, son service de premier gentilhomme de la Chambre du roi, auprès de Louis XVIII,
Ce monarque l'autorisa en 1801 à rentrer en France. Le duc de Duras n'accepta aucune fonction sous le gouvernement impérial.
Amédée-Bretagne-Malo de Durfort et son épouse passèrent en Gascogne l'hiver de 1803 à 1804. Ils visitèrent Duras (Lot-et-Garonne) ; de là, ils se rendirent à Toulouse et ensuite à Rabastens, auprès de la famille du maréchal de Puységur.

### Restauration française
En 1814, il alla jusqu'à Londres au-devant du roi. Il fut, compris comme ancien duc et pair, dans la promotion des pairs de France  du 4 juin. Il fut créé chevalier de l'ordre de Saint-Louis,, puis maréchal-de-camp le 24 novembre de la même année,.
Le duc de Duras, qui avait repris son poste de premier gentilhomme de la Chambre du roi en remplit les fonctions dans la séance de la Chambre des pairs assemblée le 9 mars 1815, à la nouvelle du débarquement de Napoléon Ier au Golfe-Juan (début des Cent-Jours),. Il quitta Paris dans la nuit du 19 au 20 du même mois, accompagna Louis XVIII à Gand et revint avec lui en juillet de la même année.
Son nom ne figure pas dans le jugement du maréchal Ney.
En 1816, le duc de Duras fut nommé, par S. M., l'un des 40 de l'Académie française,. Ce fut à la sollicitation de M. le duc de Duras que Louis XVIII accorda une pension de 6 000 livres au poète Ducis, membre de l’Académie française, qui était très pauvre, et généralement très estimé « à cause de ses vertus privées et de son noble caractère ». Ducis ne jouit pas longtemps de ce bienfait : il mourut le 31 mars 1816.
Il fut créé chevalier de l'ordre du Saint-Esprit le 30 septembre 1820, puis officier de l'ordre royal de la Légion d'honneur le 19 août 1823. Le duc de Duras a présidé le collège électoral du département d'Indre-et-Loire en 1815, 1822 et 1824.
Lorsque la révolution de Juillet 1830 éclata, le duc de Duras voulut accompagner Charles X de France en Angleterre. Le roi s’y opposa et le pria de garder sa place à la Chambre des pairs pour y défendre les intérêts de son petit-fils. Le duc de Duras reconnut Louis-Philippe Ier mais, démissionna de la chambre haute lorsque l'hérédité de la pairie fut abolie (1832) et qu’il comprit ne pouvait plus être utile à la cause et la dynastie « légitime » qu’il avait toujours fidèlement servie. Il alla habiter Versailles.
Sa fortune, anéantie par la Révolution et les prodigalités de son père, avait été en partie rétablie par la restitution des grands bois de l’Artois, qui avaient été apportés dans la famille par Mlle de Bournonville. M. le duc de Duras n’en conçut pas moins le désir d’assurer l’indépendance de son existence par un second mariage. Il épousa Mme Knusli, « très belle et très estimable personne », veuve de M. Dias-Santos, riche portugais qui avait laissé à sa veuve toute sa fortune.
Il mourut à Versailles le 1er août 1838 « dans les pratiques de la religion, qu’il avait honorée toute sa vie ».

## Distinctions

### Titres
- 6e et dernier duc de Duras (1800-1838)
- Pair de France :
  - 4 juin 1814 - 20 mars 1815, juillet 1815 - 1832,
  - Duc et pair héréditaire (31 août 1817)[17].
  - Transmission à son petit-fils (Henri-Louis de Duras-Chastellux), par ordonnance royale du 21 décembre 1825[18],[17].

### Décorations
- Chevalier du Saint-Esprit (7e promotion : Paris, 30 septembre 1820) ;
- Ordre royal et militaire de Saint-Louis[3] :
  -  Chevalier (1814).
- Ordre Royal de la Légion d'honneur[19] :
  -  Chevalier de la Légion d'honneur (24 août 1820), puis,
  -  Officier de la Légion d'honneur (19 août 1823) ;

## Armoiries
Écartelé: aux 1 et 4, d'argent, à la bande d'azur (de Durfort) ; aux 2 et 3, de gueules, au lion d'argent (Lomagne),.
Tenantsdeux anges.

## Ascendance & postérité
Amédée Bretagne Malo de Durfort était le fils d'Emmanuel-Céleste de Durfort (1741-1800), duc de Duras et pair de France, maréchal de camp et premier gentilhomme de la Chambre du roi et de Louise-Charlotte de Noailles (1745-1832), fille aînée de Philippe de Noailles (1715-1794), 1er duc espagnol de Mouchy, prince de Poix (1729-1747), duc de Poix (1767-1794), maréchal de France.

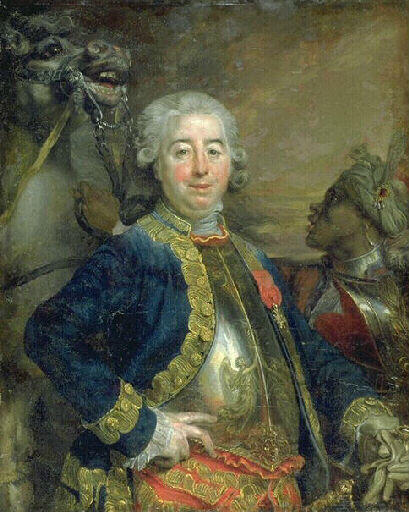
Emmanuel-Céleste de Durfort (1741-1800), duc de Duras, son père.
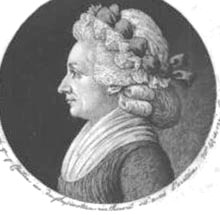
Louise-Charlotte de Noailles (1745-1832), duchesse de Duras, sa mère.
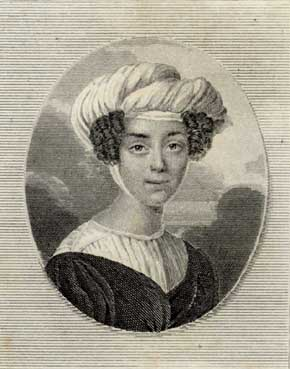
Claire de Coëtnempren de Kersaint (1777-1818), son épouse.

- Il épousa :
(1°) ∞ (Londres, 27 novembre 1797[8]) Claire de Coëtnempren de Kersaint (1777-1828), fille d'Armand-Gui-Simon, comte de Kersaint, député aux États généraux de 1789 et à l'Assemblée nationale constituante, condamné à mort par le tribunal révolutionnaire de Paris le 4 décembre 1793[3]
(2°) ∞ (Paris, 8 avril 1829)[15] Mme Maria Emélie Knusli[15] (1793-1862) veuve de M. Dias-Santos :
  - (1°) Claire Louise Augustine Félicité Maclovie de Durfort (Londres (Royaume-Uni), 19 juillet 1798  - Château d'Ussé (Rigny-Ussé), 7 janvier 1883), princesse de Talmont puis comtesse de la Rochejaquelein, une des dames pour accompagner S. A. R. Madame, duchesse de Berry, mariée :
(1°) ∞ (30 septembre 1813) Charles Léopold Henri de La Trémoille (1787-1815), prince de Talmont, fils du général vendéen, sans postérité ;
(2°) ∞ (14 septembre 1819) Auguste du Vergier, comte de La Rochejaquelein (1784-1868), maréchal-de-camp, sans postérité ;
  - (1°) Claire Clara Henriette Philippine Benjamine  (Londres, 25 septembre 1799 - Paris, 11 novembre 1863), mariée, le 30 août 1819, avec Henri-Louis de Chastellux (1786-1863), duc de Rauzan-Duras, dont postérité.

Le roi, en faveur de ce dernier mariage, a accordé le titre de duc de Rauzan et les honneurs du Louvre à Henri-Louis de Chastellux (1786-1863). Par ordonnance de S. M. du 21 décembre 1822, le duc de Rauzan a été appelé à succéder aux titre et dignité de pair de France dont jouissait alors M. le duc de Duras, son beau-père.